# Kelly Curtis
Kelly Lee Curtis (Santa Mónica, 17 de junio de 1956) es una actriz estadounidense, reconocida por sus papeles cinematográficos en Trading Places (1983), Magic Sticks (1987) y The Devil's Daughter (1991). Kelly es hija de los actores Tony Curtis y Janet Leigh y hermana de la también actriz Jamie Lee Curtis.

## Carrera
Curtis estudió actuación en el instituto de teatro Lee Strasberg. Hizo su debut cinematográfico a la edad de 27 años, interpretando el papel de Muffy en la comedia de John Landis Trading Places (1983), protagonizada por Dan Aykroyd, Eddie Murphy y su hermana Jamie Lee Curtis. Interpretó el papel de Shirley en la comedia Magic Sticks (1987) junto a George Kranz y protagonizó el papel principal de Miriam Kreisl en la película de terror The Devil's Daughter (1991).
El 14 de septiembre de 1989, Kelly y el dramaturgo y productor Scott Morfee (nacido en 1954) se casaron. Curtis fue miembro habitual del reparto en el papel de la Teniente Carolyn Plummer durante la primera temporada de la serie de televisión The Sentinel (1996) junto a Richard Burgi, Garett Maggart y Bruce A. Young. Sus apariciones especiales en televisión incluyen papeles en The Renegades (1983), Star Trek: Deep Space Nine (1993) y Judging Amy (1999). Ha trabajado como asistente de producción en películas como Freaky Friday (2003), Christmas with the Kranks (2004) y You Again (2010).
Kelly Curtis y su esposo viven en Nueva York, donde disfrutan de la jardinería durante las horas libres en su hogar en Long Island.

## Filmografía
- The Vikings (1958)
- Trading Places (1983)
- Magic Sticks (1987)
- Checkpoint (1987)
- The Devil's Daughter (1991)
- Ex-Cop (1992)
- Mixed Blessings (1998)
- June (1998)